# Van Reesbank
De Van Reesbank is een gedenkbank in Hilversum ter ere van prof. dr. Jacob van Rees. De bank is een rijksmonument uit 1932 en staat op de Trompenberg aan de Hoge Naarderweg 62 op de hoek met de Godelindeweg.

## De Bank
De bank rust op een betonnen plaat van 6 m² met een dikte van 20 cm. De van klinkers gemetselde kern draagt het 7 ton zware Donaugraniet. De beeltenis van Van Rees aan de zijkant (85x95 cm) werd gebeiteld door de Amsterdamse beeldhouwer Jobs Wertheim, winnaar van de Prix de Rome van 1928. Op de zijkant van de bank staat het gebeeldhouwde portret van Jacob van Rees. In een gepolijst gedeelte daaronder staat de tekst: In memoriam den oud-voorzitter der I.O.G.T. 16-4-1854   4-1-1928 aan de gemeente Hilversum overgedragen. Voor de beeltenis is een halfrond waterbekken uitgehouwen, waarin het water uit een bronzen spuwer overloopt in een bassin met rivierkeitjes. Het water werd geleverd door de Utrechtsche Waterleiding Maatschappij. De bank bestaat verder uit drie dragende strippen met blankgelakte djatihouten ribben. In de bloembak aan de achterzijde staan blauwgekleurde bloemen, de kleur van de drankbestrijders. Het gedeelte van de steen dat in het gezicht staat is bekleed met speciaal gemaakte paars verglaasd Siegersdorfer Baukeramiek. Rondom de bank is een stoep met flagstones aangebracht.

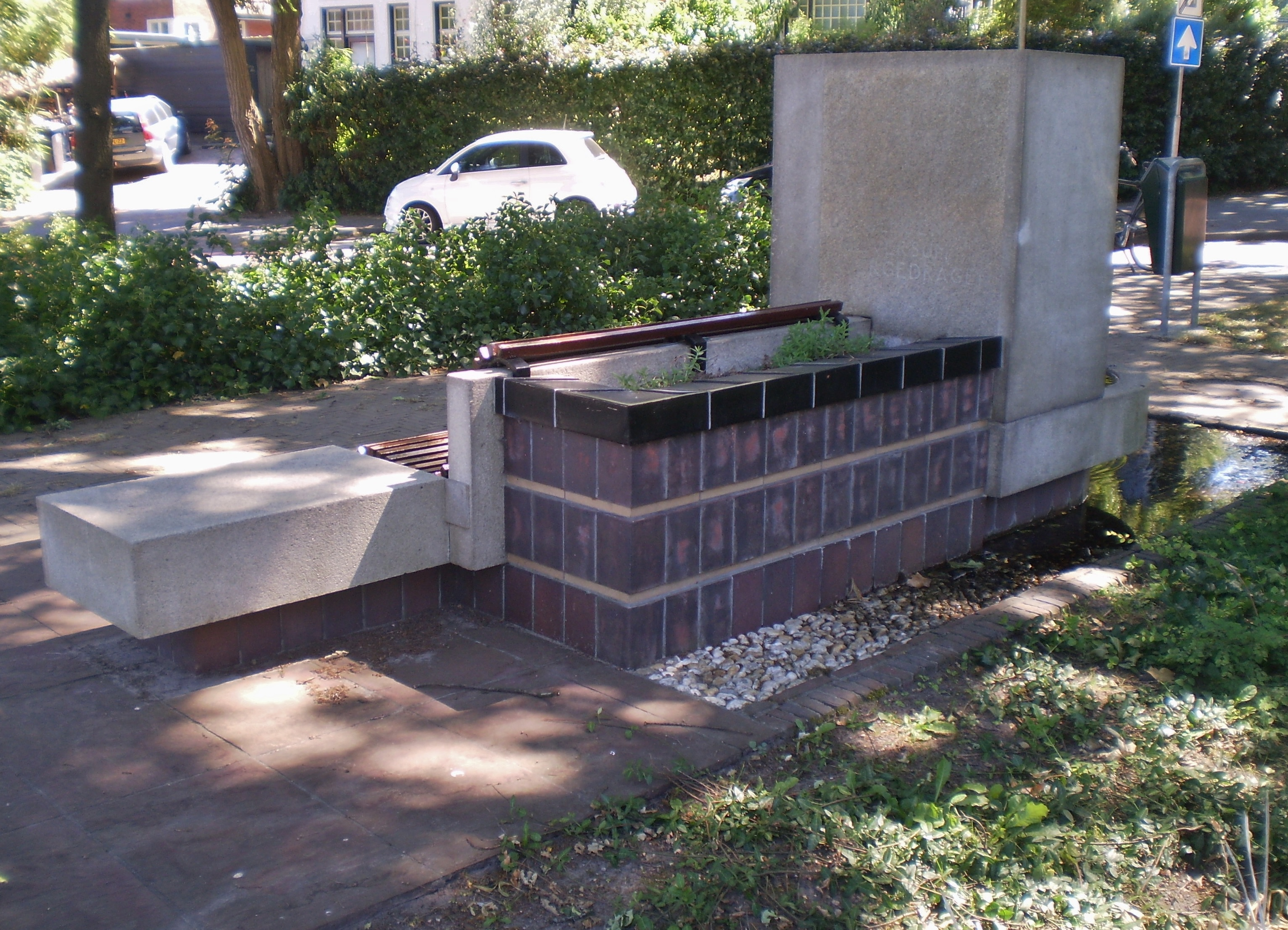
Achterzijde van de bank

## Aanleiding
Jacob van Rees kwam in 1915 in Hilversum wonen aan de Godelindeweg 20. Dit huis was door de Hilversumse architect J.W. Hanrath gebouwd voor de heer P.W. van Anrooij. Mevrouw van Anrooij was tegelijk met Van Rees toegetreden tot de Internationale Orde van Goede Tempelieren. Deze orde keerde zich tegen alcoholmisbruik. Nadat van Rees in 1893 geheelonthouder was geworden was hij in 1897 initiatiefnemer tot de oprichting van de Algemene Nederlandse Geheel-Onthouders Bond. In 1908 richtte hij de eerste loge op van de Internationale Orde van Goede Tempeliers. 
Op 17 oktober 1931 werd op verzoek van de Hilversumse afdeling van de Geheelonthoudersbond door de gemeente Hilversum voor Van Rees een rode kastanje geplant. Dit gebeurde op de hoek van de Godelindeweg en de Hoge Naarderweg, tegenover het huis waar Van Rees lang had gewoond. Dit huis is later afgebroken. 

## Onthulling
Na zijn overlijden werd door meerdere afdelingen een comité gevormd om Van Rees te eren. Hun poging om een gedenksteen te plaatsen mislukte, waarna een nieuw comité werd gevormd om "Beste Vaer" Van Rees te gedenken. Dit gebeurde in de vorm van een bank die was ontworpen door architect H.A. van Anrooij, de zoon van de eerste bewoner van het huis. De bank werd door de Internationale Order of Good Templars op 8 juli 1933 aangeboden aan de gemeente Hilversum. Daarbij werd een toespraak gehouden door Groottempelier van de Nederlandse Grootloge T. Vleming. Vleming was directeur van het consultatiebureau voor alcoholbestrijding in Rotterdam. Ook werd door mevrouw Kroon-Kuncken uit Haarlem het door een van de leden geschreven gedicht "Rustloos werken, vroeg en laat" voorgedragen. Nadat burgemeester Lambooij met een toespraak de bank in ontvangst had genomen werd het Bondslied van de IOGT gezongen en brachten vele vaandels hun groet. Vervolgens ging het gezelschap in optocht naar "Ons Gebouw" aan de Havenstraat, waar een herdenkingsdienst werd gehouden. Hierbij werd het woord gevoerd door mej. A. Arriëns, redactrice van het bondsorgaan en vice-tempelierster van de internationale orde, en de heer P. Groenhart namens de grootorde van Nederlands-Indië. Vervolgens werd een krans gelegd bij het graf van professor Van Rees.